# Karl Leonard
Karl Leonard (ur. 30 sierpnia 1976 roku) – irlandzki kierowca wyścigowy.

## Kariera
Leonard rozpoczął karierę w wyścigach samochodowych w 2003 roku w Irlandzkim Pucharze Fiat Punto, gdzie zdobył tytuł wicemistrzowski. W późniejszych latach starował głównie w seriach Porsche. W latach 2008–2012 pnął się w górę w klasyfikacji generalnej Brytyjskiego Pucharu Porsche Carrera. Rozpoczynał od dwudziestej i czternastej pozycji, a później postawił na starty w klasie - Pro-Am1, gdzie w latach 2011-2012 był odpowiednio dziewiąty i ósmy. W 2013 roku kontynuuje starty w tej klasie.

## Statystyki
| Sezon | Seria                                      | Zespół             | Wyścigi | Zwycięstwa | PP | NO | Podium | Punkty | Pozycja |
| ----- | ------------------------------------------ | ------------------ | ------- | ---------- | -- | -- | ------ | ------ | ------- |
| 2003  | Irlandzki Puchar Fiat Punto                | Murray Motorsport  |         |            |    |    |        | 135    | 2       |
| 2008  | Brytyjski Puchar Porsche Carrera           | RSS Performance    | 2       | 0          | 0  | 0  | 0      | 10     | 20      |
| 2009  | Brytyjski Puchar Porsche Carrera           | RSS Performance    | 10      | 0          | 0  | 0  | 1      | 53     | 14      |
| 2010  | Brytyjski Puchar Porsche Carrera           | JHR Developments   | 2       | 0          | 0  | 0  | 0      | 2      | 26      |
| 2010  | Brytyjski Puchar Porsche Carrera - A1      | JHR Developments   | 2       | 0          | 0  | 0  | 0      | 0      | NS      |
| 2011  | Brytyjski Puchar Porsche Carrera           | Parr Motorsport    | 4       | 0          | 0  | 0  | 0      | 8      | 25      |
| 2011  | Brytyjski Puchar Porsche Carrera - Pro-Am1 | Parr Motorsport    | 4       | 0          | 0  | 0  | 0      | 8      | 9       |
| 2012  | Brytyjski Puchar Porsche Carrera           | Parr Motorsport    | 4       | 0          | 0  | 0  | 0      | 18     | 20      |
| 2012  | Brytyjski Puchar Porsche Carrera - Pro-Am1 | Parr Motorsport    | 4       | 0          | 0  | 0  | 0      | 18     | 8       |
| 2013  | Brytyjski Puchar Porsche Carrera           | Team Parker Racing | 4       | 0          | 0  | 0  | 1      | 47     | 11      |
| 2013  | Brytyjski Puchar Porsche Carrera - A1      | Team Parker Racing | 4       | 4          | 2  | 2  | 4      | 51     | 4       |
| 2013  | Porsche Supercup                           | MRS GT-Racing      | 1       | 0          | 0  | 0  | 0      | 0      | NS†     |
| 2014  | Porsche Supercup                           | Team Parker Racing | 1       | 0          | 0  | 0  | 0      | 0      | NS†     |
| 2014  | Brytyjski Puchar Porsche Carrera           | Team Parker Racing | 5       | 0          | 0  | 0  | 1      | 56     | 12      |
| 2014  | Brytyjski Puchar Porsche Carrera - A1      | Team Parker Racing | 5       | 4          | 5  | 4  | 4      | 65     | 4       |

† – Leonard nie był zaliczany do klasyfikacji
* – sezon w trakcie.